# Cartas marruecas
Las Cartas Marruecas conforman una novela epistolar del escritor y militar español José Cadalso, publicada en 1789 de forma póstuma. Reúne un conjunto de noventa cartas, de predominante tono ensayístico, que narran la historia de Gazel, un joven marroquí que habiendo viajado por toda Europa llega a España en la comitiva de un embajador de Marruecos, y aprovecha la oportunidad para conocer las costumbres y la cultura del país viajando por parte de él y comparándolo con otros países europeos, escribiendo a su anciano mentor residente en Marruecos, Ben-Beley, y también a un erudito caballero español, Nuño Núñez, trasunto del propio José Cadalso y sintetizador de una siempre suave ironía sobre las observaciones de su corresponsal. 
La modernidad de la prosa, el carácter polémico de muchas de estas Cartas, la permanente actualidad de muchos de los temas tratados por el autor en su crítica de España, y el tono fácil y ameno que mantiene en la obra contribuye a que esta obra haya ido ganando reconocimiento desde el día en el que se publicó. Hoy en día es considerada por muchos críticos como una de las obras maestras de la literatura del siglo XVIII en España.

## Edición y publicación
José de Cadalso había intentado publicar el texto en vida. Se sabe que en octubre de 1774 había presentado un manuscrito para obtener la licencia. De todos modos, en 1789, siete años después de su muerte, el periódico Correo de Madrid las publicó por entregas (números 233-280). Cuatro años después, en 1793, en la imprenta de Antonio de Sancha, se hizo una nueva edición, esta vez en libro. Las diferencias entre ambas publicaciones son notables, así como con la tradición manuscrita.
El hecho de que hoy se conozcan siete copias manuscritas (completas o parciales) de las Cartas, ninguna de ella autógrafa, es un indicio de que alcanzó cierta difusión en algunos círculos literarios durante los años que median entre su composición y su publicación. La primera edición de interés en el siglo XX fue la que publicó Juan Tamayo y Rubio en 1935. Anteriormente se solía imprimir el texto de la edición de Sancha, pero Tamayo prefirió el texto anterior publicado en el Correo de Madrid, aunque no lo siguió rigurosamente. Desde entonces, solo José Miguel Caso González ha preferido el texto de Sancha a otros testimonios. Desde 1966 el texto más utilizado ha sido el establecido por los hispanistas Lucien Dupuis y Nigel Glendinning a partir del manuscrito O (por haber pertenecido a la casa de Osuna), considerado el más antiguo, y hoy en la Biblioteca Nacional de España. Pese a algunos errores y lagunas, fue el primer intento serio de edición crítica. Más tarde, Joaquín Arce editó en 1978 un manuscrito que Dupuis y Glendinning no habían podido cotejar, el F, en la Real Academia de la Historia, que pertenece a la misma familia que el H (Hispanic Society) y el L (Museo Lázaro Galdiano). Emilio Martínez Mata amplió el panorama al descubrir en 1998 un nuevo manuscrito, no utilizado hasta entonces, el D, en la Biblioteca Nacional de España. En el año 2000 él realizó pues una edición crítica más rica en testimonios, aunque no con todas las variantes, y demasiado plagada de equívocas erratas; advirtió sin embargo que el texto pasó por tres redacciones distintas. Por último, la edición de Óscar Barrero Pérez en 2006 corrigió esas erratas.

## Estructura y argumento
De las noventa cartas, más de los dos tercios son las que Gazel envía a Ben-Beley, ocho son respuestas a Gazel y tres a Nuño; mientras que Nuño envía cuatro cartas a Ben-Beley, seis a Gazel, y tres son respuesta de Gazel a Nuño. Hay un elemento narrativo del que, por ejemplo, carecen las Cartas de España (1822), escritas en inglés por José María Blanco White, y que, siendo igual de hipercríticas, responden a observaciones del autor emigrado en Inglaterra, sin intención de contar historia alguna, desde una perspectiva que ya es más liberal y revolucionaria que ilustrada y reformista. El género adoptado no es original, ni ha sido tampoco elegido arbitrariamente; permite la posibilidad de ofrecer distintas y cruzadas perspectivas y puntos de vista: hay tres narradores, tres lectores y tres personajes. Los corresponsales que intervienen son tres y actúan como remitentes y destinatarios. Dos son musulmanes, de origen marroquí; el tercero, español y cristiano. La elección de dos extranjeros no es tampoco casual: se trata precisamente de ofrecer las impresiones que, ante España, recibe quien viene con la mirada limpia y ajena a prejuicios nacionalistas. 
La ficción novelesca, con su indiscutible antecedente cervantino, consiste en afirmar que "la suerte" quiso que en sus manos cayera un manuscrito por muerte de un amigo (tópico del manuscrito encontrado). Cadalso ha procurado que el lector de la época pudiera poner en conexión su inventado viajero con un personaje histórico y reciente. Muy pocos años antes, en 1766, un embajador de Marruecos, Sidi Hamet al Ghazzali, conocido precisamente por El Gazel, había estado en España durante varios meses, despertando la natural curiosidad, todavía viva en algunos sectores. 
El modelo más recordado por la crítica, ya desde el primer momento, fueron las Cartas persas / Lettres persanes (1721), sátira de la vida en la Corte y en París del filósofo enciclopedista y jurista francés barón de Montesquieu, que incorpora una leve trama novelesca y parecidos personajes y situaciones, también en forma de novela epistolar. También se inspiró en la obra The Citizen of the World (1760) de Oliver Goldsmith (1728-1774), que, a su vez, surgió de L'espion du gran seigneur de Giovanni Paolo Marana (1684-1686).
Las cartas se proponen tratar del «carácter nacional», esto es, el problema de España. La observación e interpretación de la vida contemporánea ocupan una gran parte de las Cartas marruecas. La época en que Cadalso vive, con sus peculiares costumbres ciudadanas, es objeto de análisis. El dieciochista Guillermo Carnero define así sus temas:

Se trata de la situación de España y de los españoles, pero Cadalso, prudente con la censura, evita tratar dos temas centrales: la religión y la política. Sin embargo, describe la corrupción de los políticos y el nepotismo, elogia el patriotismo y a los Borbones, al mismo tiempo que ataca a los Habsburgo por tomar más en cuenta sus ambiciones personales que el bienestar de la nación. Defiende la institución del matrimonio y de la familia y fulmina a los malos traductores y a todos aquellos que desconocen el uso correcto de su lengua; ataca también, por crueles, las corridas de toros y en otro nivel, la institución hereditaria que lega a hombres incapaces las mayores riquezas de la clase social, basándose en una nobleza escrita en el papel, pero no refrendada ya por ningún hecho sobresaliente. La forma epistolar de la obra de Cadalso procede de [Montesquieu y Goldsmith]... Cadalso, en cambio, modifica totalmente el contenido y utiliza la carta de una manera renovadora y original.

Las Cartas presentan distintos niveles estilísticos. Predomina ciertamente el tono expositivo propio del género epistolar. Pero hay además otras cartas, o fragmentos de cartas, en que se alcanza una dimensión narrativa.
Russell P. Sebold destacaba cómo en la obra de Cadalso la crítica se integra perfectamente en la novela. Frente a quienes reconocen elementos novelísticos pero niegan el carácter de novela, Jesús Pérez Magallón expone la necesidad de tener en cuenta el concepto de la novela de la época y las especiales características de la novela epistolar.
Carta XIII. Del mismo, al mismo:

Instando a mi amigo cristiano a que me explicase qué es nobleza hereditaria, después de decirme mil cosas que yo no entendí, mostrándome estampas que parecieron de mágica y figuras que tuve por capricho de algún pintor demente, y, después de reírse conmigo de muchas cosas que decía ser muy respetables en el mundo, concluyó con estas voces, interrumpidas con otras tantas carcajadas de risa: Nobleza hereditaria es la vanidad que fundo en que ochocientos años antes de mi nacimiento muriese uno que se llamó como yo me llamo, y fue hombre de provecho, aunque yo sea un inútil para todo.
 Carta XIII. Del mismo, al mismo. J Cadalso: Cartas marruecas (1768-74)

## El tema de la decadencia de España en lasCartas
A Cadalso le preocupaba especialmente la cuestión de la decadencia de España, a la que comparaba con una casa grande -otrora, magnífica y sólida- que se había ido desmoronando con el paso de los años. Su obra recibió censura en algunas ediciones a causa de las severas críticas hacia el país. Según opinaba este autor, entre las causas de dicha decadencia se hallaban las siguientes:
- Las largas y costosas guerras que tuvo que librar España.
- La división de España a principios del siglo XVIII con la Guerra de Sucesión (mientras Castilla apoyaba a Felipe de Anjou, la Corona de Aragón era partidaria del archiduque Carlos).
- La emigración de parte de la población española al continente americano para colonizarlo.
- El atraso de la Ciencia en nuestra nación, donde no se tomaban en consideración los avances de las matemáticas, la medicina o las restantes disciplinas científicas.
- La falta de laboriosidad de la nobleza, entregada a los vicios y a las distracciones nada más.

El patriotismo de Cadalso se podría calificar de "reflexivo", porque buscaba conservar aquello que España tuviera de útil y válido, desterrando todo lo que hilo no poseyera estas dos cualidades.

### Leyenda Negra
Cadalso en su obra llega a aceptar algunos bulos de la Leyenda negra española que eran comúnmente aceptados entre los Enciclopedistas, pero a su vez aprovecha en arremeter contra lo que consideraba un complot, de parte de los historiadores de demás Imperios coloniales europeos y sus ataques, contra el honor de España ante lo que intuía como exageraciones injuriosas; señalando que los críticos se entusiasman con señalar los excesos de los españoles en el pasado, pero estarían ignorando el triste presente en el que se encuentran sus propios países. Además de criticar la hipocresía de los demás ilustrados del momento, ante lo que percibía como un exceso de optimismo progresista (causado por el dogma del Cosmopolitismo entre los intelectuales burgueses debido a la supremacía de los europeos en el dominio del comercio mundial) afirmando que “Los europeos del siglo presente están insufribles con las alabanzas que amontonan sobre la era en que han nacido” en tanto que la intelectualidad del Siglo de las Luces mostraba un fuerte sesgo al exaltar los tiempos en los que les toco vivir como si se hubieran solucionado los males civiles y éticos de épocas pasadas de aparente Oscurantismo (incluido el menosprecio ilustrado al Siglo de oro español frente al contemporáneo auge británico, holandés y francés).

"van a las costas de África, compran animales racionales de ambos sexos a sus padres, hermanos, amigos o guerreros felices, sin más derecho que ser los compradores blancos y los comprados negros; los embarcan como brutos; los llevan millares de leguas desnudos, hambrientos y sedientos, los desembarcan en América; los venden en público mercado como jumentos, a más precio los mozos sanos y robustos, y a mucho más las infelices mujeres que se hallan con otro fruto de miseria dentro de sí mismas; toman el dinero; se lo llevan a sus humanísimos países, y con el producto de esta venta imprimen libros llenos de elegantes invectivas, retóricos insultos y elocuentes injurias contra Hernán Cortés por lo que hizo; ¿y qué hizo?. Lo siguiente"